# Xian de Zhenba
Le xian de Zhenba (镇巴县 ; pinyin : Zhènbā Xiàn) est un district administratif de la province du Shaanxi en Chine. Il est placé sous la juridiction de la ville-préfecture de Hanzhong.

## Démographie
La population du district était de 269 443 habitants en 1999.